# Garo (журнал)
Garo (яп. ガロ Гаро) — ежемесячный журнал манги, созданный Кацуити Нагаи в 1964 году. Там публиковалась альтернативная и авангардная манга, в частности, гэкига и эрогуро.

## История
Кацуити Нагаи (1921—1996) начал издавать Garo в июле 1964 года с помощью Сампэя Сирато, будучи впечатлённым его гэкигой. В первом номере журнала он опубликовал мангу Сирато Kamui, посвященную классовой борьбе в среде студентов колледжа. Нагаи сумел привлечь в Garo таких влиятельных авторов гэкиги, как Ёсихиро Тацуми и Ёсихару Цугэ. Кроме того, он занимался поиском молодых талантов. Поначалу Нагаи даже не платил авторам, так как не мог себе позволить такие траты, но со временем журнал достиг определённой популярности. Пиковый тираж журнала пришёлся на 1971 год, когда он расходился 8 тысячами копий. Однако затем продажи начали падать, а в 1980-х годах они снизились до 150 копий в год.

## Авторы в журнале
- Хинако Сугиура
- Мурасаки Ямада
- Сампэй Сирато
- Суэхиро Маруо
- Кирико Нананан
- Сигэру Тамура
- Ёсихару Цугэ
- Ёсихиро Тацуми
- Нэкодзиру
- Усамару Фуруя